# Carlos Pérez Llana
Carlos Pérez Llana (Santa Fe, 1947) es un abogado y diplomático argentino. Perteneciente a la Unión Cívica Radical, el presidente Fernando de la Rúa lo designó como embajador argentino en Francia, cargo que ocupó entre 2000 y 2001, cuando fue reemplazado por Juan Archibaldo Lanús, su antecesor.

## Trayectoria
Egresó del Colegio La Inmaculada, colegio jesuita de la ciudad de Santa Fe. Posteriormente estudió Abogacía en la Universidad Nacional de Rosario, para luego lograr un doctorado en la Universidad Sorbona Nueva-París 3 en Relaciones Internacionales. En su regreso a la Argentina, en la década de 1980, se desempeñó como subsecretario del Interior del ministro Antonio Tróccoli, asesor de campaña de Eduardo Angeloz en las elecciones de 1989 en asuntos internacionales. El presidente Fernando de la Rúa lo nombró embajador de Argentina en París, siendo su pliego aprobado en 2000, manteniéndose en el puesto hasta la salida del presidente radical del poder en 2001.
 
En su desempeño como docente, es profesor de la Universidad Torcuato Di Tella y la Universidad Siglo 21, como también director de la carrera de relaciones internacionales de la Universidad de Belgrano. Por otro lado, fue consultor del Banco Interamericano de Desarrollo (BID), como columnista sobre asuntos de política exterior en diarios como Clarín, entre otros.

## Libros publicados
- El regreso de la historia, Editorial Sudamericana, 1998. ISBN 9500713543
- De la guerra del Golfo al nuevo orden, Grupo Editor Latinoamericano, 1991. ISBN 9789506941741